# Publius Vitellius mladší
Publius Vitellius byl členem rodu Vitelliů vlivného v období raného císařství. Jeho otcem byl jezdec Publius Vitellius, správce majetku císaře Augusta.
Účastnil se Germanicova tažení proti Arminiovi v roce 15 n. l. Vlivem neustávajících útoků Germánů se Germanicus rozhodl s vojskem stáhnout zpět do Galie a svěřil Vitelliovi velení nad II. a XIV. Legií, aby táhl po souši k ústí řeky Vesery, zatímco on s ostatními legiemi plul na lodích podél pobřeží. Na cestě však byli zaskočeni prudkou bouří a vlivem vzedmutého přílivu řada vojáků utonula. V dalším roce, když Germanicus připravoval další tažení proti Cheruskům, byl Vitellius vyslán do Galie provést census.
Po Germanikově smrti byl jedním z jeho obhájců a podílel se na přípravě žaloby proti jeho údajnému vrahovi Gnaeu Calpurniu Pisonovi. Obvinil jej z nenávisti ke Germanikovi a pokusu o převrat. Krátce po skončení soudu jej císař Tiberius doporučil jmenovat do kněžské hodnosti
V dalších letech dále postupoval v úředním žebříčku. Roku 31 n. l. se stal prétorem, zapletl se však do Seianova spiknutí a jen přispěním svého bratra byl odsouzen pouze k domácímu vězení. Následně se pokusil, ovšem neúspěšně, o sebevraždu. Později zemřel na nemoc. Jeho někdejší manželka Acutia byla o šest let později rovněž odsouzena, za urážku majestátu.